# Île de Tiran
L'île de Tīrān (en arabe : جزيرة تيران, Jazīrat Tīrān ou Jezîret Tīrān, en hébreu : יוטבת, Yotvat) est une île saoudienne située en mer Rouge. Elle est séparée de la  péninsule  du Sinaï par le détroit de Tiran, ainsi que de la péninsule arabique. D'une superficie de 80 km2, elle est voisine à l'est de l'île plus petite de Sanafir, située aussi en mer Rouge.
Tīrān et Sanafir ont été administrées jusqu'en 2022 par l'Égypte, qui reconnaît désormais la souveraineté de l'Arabie saoudite sur ces îles.

## Géographie

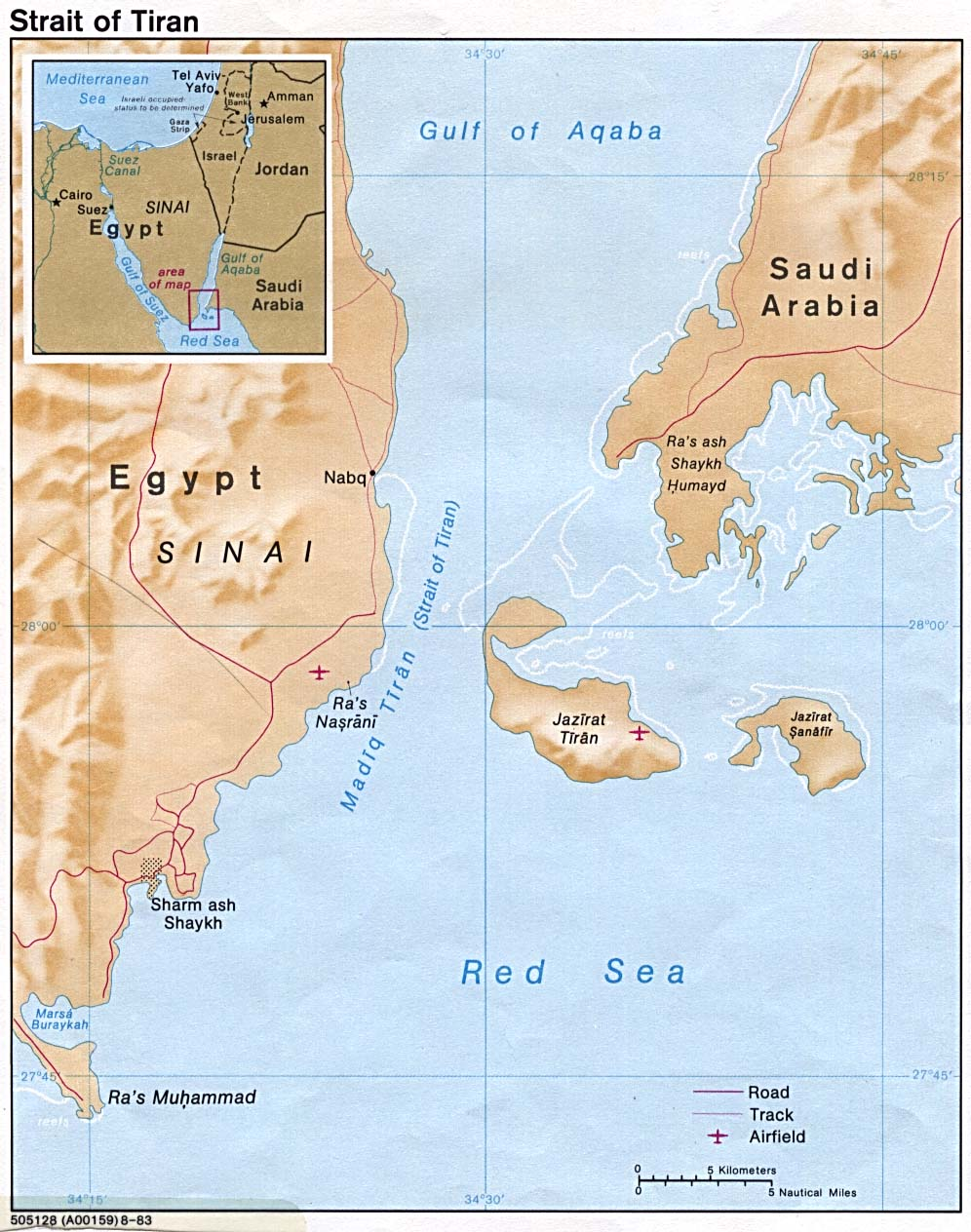
Carte du détroit de Tiran.

Tiran fait partie du parc naturel Ras Muhammad, remarquable pour ses récifs coralliens et sa faune sous-marine. Sans eau, elle est actuellement inhabitée. Les îles de Tīrān et de Sanafir sont très arides, la chaleur en été approche 50° centigrade. En hiver, le climat est plus doux, et proche de 25° C. Son relief très accidenté n'encourage pas une implantation humaine. Cependant, sa position stratégique en a fait une base militaire occasionnelle.

## Histoire

### Antiquité
Lucius Seius Strabo écrit que l'île fut d'abord occupée par des peuples pacifiques avant de s'adonner à la piraterie des bateaux en provenance d'Égypte, avant d'être victimes de représailles.
Procope de Césarée écrit qu'il y avait une communauté juive autonome sur l'île, alors appelée Iotabe, à l'époque, au VIe siècle, où avec d'autres îles de la mer Rouge et Socotra, elle faisait partie de l'Empire byzantin. Cela montre qu'à l'époque, la pluviométrie était plus importante : des citernes existaient sur l'île. De nos jours, la pluie est quasi inexistante sur l'île, et il faudrait installer une usine pour enlever le sel de l'eau de mer pour installer une population permanente. 
L'île possède de nombreux sites archéologiques, dont des ruines d'aménagements d'un petit port, qui datent surtout de la fin de la période des Ptolémée, de l'époque romaine, et byzantine.  
Sous les Ptolémée et l'époque romaine et byzantine, les îles étaient sans doute des postes de douane, et avaient des dépôts pour entreposer diverses marchandises, qui venaient de Perse (en temps de paix), du monde indien, et peut-être de Chine ou de l'Extrême-Orient, les deux îles étant sans doute l'un des débouchés de la route de la soie.  
Les deux îles de Tiran et Sanafir furent sans doute abandonnées entre la fin du règne de Justinien, vers 565, ou vers 610 lors des débuts du règne de Héraclius. La cause de l'abandon était le manque d'eau, pour maintenir une population permanente, la chute de la pluviométrie et la désertification de l'archipel.    

### XXesiècle
En mars 1949, à la fin de la première guerre israélo-arabe, l'État d'Israël prend le contrôle d'Oum al-Rashrash, l'actuelle Eilat, ce qui lui donne accès à la Mer Rouge (en) via le golfe d'Aqaba. L'Égypte réagit en occupant Tiran et Sanafir, jusque-là inhabitées, en décembre 1949 pour être capable de couper cet accès en fermant le détroit de Tiran.
Israël occupe l'île brièvement durant la crise du canal de Suez et à nouveau entre 1967 et 1982 à la suite de la guerre des Six Jours.
En 1979, les accords de Camp David permettent à l'Égypte de récupérer ces territoires. Mais les Égyptiens s'engagent à une démilitarisation du Sinaï et à ne pas stationner de troupes sur les deux îlots de Tiran et Sanafir. Seule la Force multinationale d'observateurs au Sinaï est autorisée dans la zone jusqu'à la fin 2022.

### 2016-2022: transfert de l'Égypte à l'Arabie saoudite
En avril 2016, un accord est passé entre l'Égypte et l'Arabie saoudite pour la construction d'un pont reliant les deux pays et passant par l'île de Tiran, un projet s'élevant à seize milliards de dollars. Un accord est signé dans la foulée pour céder l'île de Tiran à l'Arabie saoudite[réf. nécessaire].
En avril 2016, un accord inter-États sur la délimitation de la frontière maritime entre Égypte et Arabie saoudite prévoit la cession des îles Tiran et Sanafir à l'Arabie saoudite. Cet accord est annulé par le Tribunal administratif égyptien en juin 2016, saisi par l'opposant Khaled Ali. Le Parlement égyptien avalise finalement le transfert des îles le 14 juin 2017, restituées le 24 juin 2017 à l'Arabie saoudite. Cet acte de rétrocession a été rendu officiel par le président égyptien Abdel Fattah al-Sissi, validé le 3 mars 2018 par la Cour constitutionnelle suprême.
En Égypte, la cession de ces deux îles, qui furent toujours associées à l'histoire du pays, font un tollé, autant du côté des nationalistes — dont les nasseriens — et des démocrates, que du côté des Frères musulmans, cette cession étant globalement vue comme une reculade et une soumission croissante à l'Arabie saoudite et ses pétrodollars. En juillet 2022, Israël donne à son tour son accord au retrait de la Force multinationale d'observateurs des îles de Tiran et Sanafir avant la fin de l'année 2022.
Selon Brennan Cusack du magazine Forbes, l'Arabie saoudite a souhaité récupérer l'île de Tiran pour faire avancer son projet pharaonique Neom.

## Économie
Les rivages attirent de nombreux touristes, notamment amateurs de plongée sous-marine. Des excursions étaient proposées aux touristes séjournant dans la station balnéaire de Charm el-Cheikh jusqu'à la cession des îles de Tiran et Sanafir par l'Égypte. Depuis, les Saoudiens n'autorisent plus le tourisme dans les îles ni dans les eaux territoriales, désormais saoudiennes. Deux corvettes de l'armée saoudienne patrouillent dans les eaux territoriales des deux îles afin de faire respecter l'interdiction, des touristes en bikini sur les plages des l'île ayant scandalisé des plongeurs saoudiens, qui ont demandé l'application de la Charia sur les îles.